# Hedningahällan
Hedningahällan ist ein Steinzeitwohnplatz (2000 bis 1800 v. Chr.) auf einer hohen, 25 × 25 Meter messenden Klippe in Hudiksvall, die zur damaligen Zeit eine Insel an der Küste war. Die Klippe liegt auf halbem Weg zwischen Ångersjön und Långvindsbruk in der Provinz Gävleborgs län in Schweden. 
Hedningahällan war ein Platz, der wie Knochenfunde zeigen für die spezialisierte saisonale Robbenjagd steht. Es nimmt unter den neolithischen Jagdstationen Schwedens eine Sonderstellung ein, da es darüber hinaus ein Platz mit ritueller Bedeutung war, darauf verweisen zerstörte Steinbeile verschiedener Art. 
Äxte und Keramik vom Wohnplatz datieren sie in die Endphase der Steinzeit. Die Keramik zeigt Elemente der Kiukaiskeramik, aber sie kann, wie andere zeitgenössische Keramik an der Nordküste, eine lokale Gruppe bilden. Die Kiukaiskultur war eine Gruppe, die vor allem im Südwesten Finnlands, aber auch auf Gotland, Åland und in Hälsingland ihre Spuren hinterließ. Sie wird als Verbindung zwischen der Streitaxt- und der Kammkeramischen Kultur angesehen.
Seit Hedningahällan in den 1860er Jahren entdeckt wurde, war es Gegenstand von Interpretationen. Obwohl mehrere archäologische Grabungen stattfanden, können die Wissenschaftler den Ortscharakter nicht sicher bestimmen. Es war keine traditionelle Wohnstätte, sondern eine kleine trinkwasserlose, felsige Schäreninsel. 